# Зигель, Александр Петрович
Александр Петрович Зи́гель (1908—1994) — советский инженер-конструктор, лауреат Сталинской премии.

## Биография
Родился в Гатчине, сын полковника царской армии, в советское время преподававшего в Военной академии имени М. В. Фрунзе.
В 1926 году поступил в МВТУ, в 1928 году переведён в Московский автотракторный институт имени М. В. Ломоносова.
После его окончания в 1931 году направлен на ЗИС конструктором в технологический отдел, затем в инструментальный цех.
С 1934 года работал в КЭО (конструкторско-экспериментальном отделе), участвовал в разработке легковых автомобилей ЗИС-101 и ЗИС-101А, модернизации грузовика ЗИС-5.
В 1942 году в составе группы А. Н. Островцева участвовал в создании легкового автомобиля ЗИС-110, руководил проектированием двигателя.
Принимал участие в создании автобуса ЗИС-154.
С 1950-е годы начальник КБ V-образных бензиновых двигателей, руководил созданием семейства этих двигателей, за что была присуждена Государственная премия СССР.
В 1973 году по возрасту ушёл с должности начальника бюро и до последних дней работал ведущим конструктором.
Умер в 1994 году.

## Признание
- Сталинская премия второй степени (1946) — за разработку конструкций нового легкового автомобиля ЗИС-110
- орден Красной Звезды (1944)